# Forchheim (b Karlsruhe)
Forchheim (b Karlsruhe) (niem: Bahnhof Forchheim (b Karlsruhe)) – przystanek kolejowy w Rheinstetten, w kraju związkowym Badenia-Wirtembergia, w Niemczech. Według DB Station&Service ma kategorię 6. Znajduje się na linii Mannheim – Rastatt w dzielnicy Silberstreifen. Obsługiwana jest przez dwie linie Stadtbahn Karlsruhe.

## Linie kolejowe
- Linia Mannheim – Rastatt

## Połączenia
| Linia | Trasa |
| ----- | --- |
| S7    | Achern – Baden-Baden – Rastatt – Durmersheim – Albtalbahnhof – Karlsruhe Hbf – Rüppurrer Tor – Kronenplatz – Durlacher Tor – Tullastraße / VBK                      |
| S8    | (Herrenberg –) Eutingen im Gäu – Freudenstadt Hbf – Baiersbronn – Forbach – Rastatt – Durmersheim – Karlsruhe Hbf – Rüppurrer Tor – Kronenplatz – Tullastraße / VBK |